# Løven (stjernetegn)
 For alternative betydninger, se Løve (flertydig). (Se også artikler, som begynder med Løve)
Løven (Leo) er det femte stjernetegn i dyrekredsen. Tegnet ligger mellem Krebsen og Jomfruen Solen bevæger sig siderisk igennem Løven fra første del af august til midten af september.

## Astronomisk
Tegnet er fuldt synligt fra 82°N til 57°S. 
Løven er et stjernebillede der fylder godt på himlen og her kan man bl.a. finde stjernen Regulus, som også kaldes Løvens hjerte, Manken, som består af et mønster af seks stjerner af form som en segl og fire spiralgalakser (M65, M66, M95 og M96).

## Mytologisk
- Græsk: Dette tegn skulle være den løve som Herakles dræbte, som den første af de tolv opgaver han blev pålagt.

## Astrologisk
- Periode: 23. juli til 23. august.
- Planethersker:  Solen
- Element: Ild
- Type: Fast
- Legemsdel: Hjertet
- Lykkesten: Peridot

## Datalogi
Tegnet for Løven ♌ findes i tegnsættet unicode som U+264C "Leo". 